# Luminița Pișcoran
Luminița Pișcoran (n. 14 martie 1988, Brașov, România) este o biatlonistă română. Ea a concurat în sezonul 2014/15 al Cupei Mondiale și a reprezentat România la Campionatul Mondial de Biatlon 2011, 2012, 2013 și 2015.